# Yeats (krater)
Yeats är en nedslagskrater på planeten Merkurius, med en diameter på ungefär 92 kilometer.
1976 uppkallades kratern efter poeten William Butler Yeats.